# Barleria maritima
Barleria maritima är en akantusväxtart som beskrevs av I.Darbysh.. Barleria maritima ingår i släktet Barleria och familjen akantusväxter. Inga underarter finns listade i Catalogue of Life.